# رولف جارمان
رولف جارمان مواليد 31 يناير 1966 في أربون، هو دراج سويسري سابق في صنف سباق الدراجات على الطريق. سبق أن شارك في دورة الألعاب الأولمبية الصيفية.

## سباقات أو مراحل فاز بها
- طواف فرنسا
- طواف سويسرا
- طواف إيطاليا